# Битва при Розгановцах

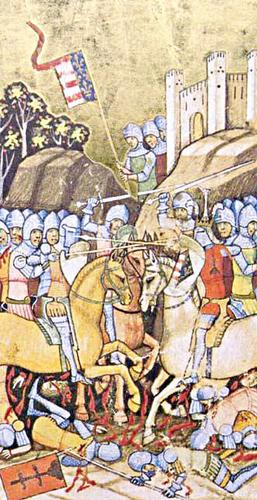
Битва при Розгановцах, Венгерская иллюстрированная хроника

Битва при Розгановцах (словац. Bitka pri Rozhanovciach) — битва, состоявшаяся в пятницу 15 июня 1312 года у села Розгановцы (недалеко от словацкого города Кошице) между войсками венгерского короля Карла Роберта Анжуйского, к которым присоединились войска спишских саксов (немцев), рыцари ордена иоаннитов и Кошицкое войско, и войсками Омодеевичей (сыновей погибшего палатина Омодея), к которым примкнули отряды Матуша Чака Тренчинского.

## Историческая картина
В 1301 году в Венгрии умер последний представитель династии Арпадов. За венгерский престол начали бороться неапольская ветвь Анжуйской династии, Пржемысловичи, а позже и Виттельсбахи. В первые годы борьбы за венгерский престол (1301-1305) соперником Карла Роберта Анжуйского был венгерский король Вацлав III из рода Пржемыловичей (в Венгрии именуемый королём Ласло V), сын чешского короля Вацлава II. После отказа Вацлава III от престола соперником Карла Роберта вплоть до 1308 года оставался баварский герцог Оттон III, но ему также не удалось осесть в Венгрии. Королём Венгрии стал Карл Роберт. Однако страной после нескольких лет неустанных боёв управляли отдельные вельможи, которые, пользуясь поддержкой со стороны претендентов на трон, преследовали свои собственные интересы. Возникали территории, на которых такие правители имели почти неограниченную власть. В сегодняшней Словакии к числу таких правителей относились Матуш Чак Тренчинский, владевший западной и частью центральной Словакии, и Омодеевичи во главе с палатином Омодеем Абой, владевшие северо-востоком Венгрии. Между землями Матуша Чака и Омодеевичей находились владения краевого судьи Иштвана Акоша и Ратольдовичей (магистр Деметр и его племянник магистр Донч).
Карл Роберт, который 27 ноября 1308 года на пьештьянском сейме был избран королём и 27 августа 1310 года в Секешфехерваре коронован короной Святого Иштвана (предыдущие коронации в 1301 и 1309 годах проводились не в соответствии с венгерским обычным правом), решил бороться против таких вельмож. В 1310 году он вступил в конфликт с Матушем Чаком и лишил его должности палатина. Тем не менее, Матуш не перестал использовать этот титул, летом 1311 года напал на Будский замок (резиденцию короля) и разграбил имущество короля и архиепископа. Осенью того же года король нанёс Матушу Чаку ответный удар, напав на его владения, но бой проиграл.

## Предыстория битвы
В этот период наивысшей точки достиг спор между Омодеевичами и городом Кошице. Омодей Аба, который ещё в 1304 году перешёл от короля Вацлава III (Ласло V) на сторону Карла Роберта и отвоевал для него город Кошице, 5 сентября 1311 года был убит в стычке с жителями Кошице. Сыновья Омодея требовали от короля суда и помощи. Король Карл Роберт, однако, решил эту ситуацию использовать в свою пользу. 3 октября 1311 года было вынесено решение суда, на основании которого Омодеевичи должны были отказаться от претензий на город Кошице, вернуть королю Абовскую и Земплинскую жупы, рудничный город Гелницу, Спишский замок и другие королевские замки. Им пришлось подчиниться королю, теперь без его разрешения они не могли строить другие замки. Омодеевичи с решением суда согласились лишь формально. Они вступили в альянс с Матушем Чаком и начали готовить реванш. В марте 1312 года они разграбили окрестности королевского города Шарошпатак. Король с войском выступил против Омодеевичей, которые отступили к Спишскому замку. 10 апреля 1312 года король начал осаду замка, часть гарнизона через несколько недель сдалась, однако капитан замка магистр Деметр не сдался. В конце мая 1312 года король с войском отступил с Шариша в Спиш, узнав о шедшем на подмогу Омодеевичам войске Матуша Чака. Это был отряд из 1700 хорошо вооружённых наёмников во главе с Абой Красивым (по прозвищу Великий). За это время король, находясь в Спишском замке, пополнил свое войско воинами из рядов спишских копейщиков и спишских немцев.

## Битва
В начале июня 1312 года войско Омодеевичей, в которое влился отряд Абы Красивого, выступило в сторону города Кошице, началась осада города. Омодеевичами двигало желание отомстить за смерть отца, к тому же Кошице были более слабым противником, чем королевское войско. Карл Роберт быстро выдвинулся вдоль верхнего течения реки Горнад на помощь своему стратегическому союзнику (городу Кошице). Омодеевичи прекратили осаду и двинулись против короля. В пятницу 15 июня 1312 года два отряда наконец встретились у села Розгановцы недалеко от города Кошице. Король занял невыгодную позицию в долине реки Торисы, в то время как его противники встали у подножия холма. Магистр Деметр, командовавший передовой частью омодеевских войск, напал на центральный фланг королевского войска. Положение короля было критическим. Всё указывало на то, что король либо погибнет, либо попадёт в плен. Омодеевичи начали укреплять центральный фланг, вследствие чего боковые фланги оказались слабее. Тогда против левого фланга войска Омодеевичей выступили рыцари ордена иоаннитов (в то время в Венгрии они были лучшими по дисциплине и степени вооружённости), которые этот фланг разгромили. На помощь королю пришёл отряд жителей Кошице, напавший на один из флангов войска Омодеевичей. Вскоре погибли магистр Деметр и Аба Красивый, вследствие чего отряд Матуша Чака обратился в бегство. Контрнаступление Карла под флагом иоаннитов (королевский знаменосец Гурке погиб вскоре после начала сражения) решило судьбу битвы. В бой с юга влились войска жителей Кошице и спишских саксов, что внесло сумятицу в ряды омодеевских войск, которые в итоге отступили.

## Результат и последствия
В битве, в которой приняло участие около 10 000 воинов, наибольшие потери понесло королевское войско, однако потери Омодеевичей были также достаточно ощутимыми. Помимо командующих Деметра и Абы Красивого погибли и сыновья Омодея Миклош и Давид, а также большое количество членов семьи Омодеевичей.
Битва при Розгановцах стала крупнейшим рыцарским сражением со времён татарского нашествия (1241). После битвы Карл Роберт Анжуйский конфисковал крупные поместья Омодеевичей и их самых верных сторонников и часть из их владений подарил своим сторонникам. Битва завершила многолетнее фактическое правление Абовичей в восточной Словакии и предзнаменовала конец фактического правления Матуша Чака Тренчинского на остальной части Словакии.